# Räddaren i nöden
Räddaren i nöden (engelska: The Catcher in the Rye) är en roman från 1951 av den amerikanske författaren J.D. Salinger. Den gavs ut den 16 juli 1951 på förlaget Little, Brown and Company. Den första svenska utgåvan utgavs 1953 på Bonniers förlag, i översättning av Birgitta Hammar. En nyöversättning av Klas Östergren kom 1987.
Räddaren i nöden är J.D. Salingers mest berömda verk och hans enda roman. Romanen blev både rosad och risad när den gavs ut, på grund av sitt grova språk och annorlunda skrivsätt. Texten präglas av vardagsspråkliga ordval och fraser och man får följa huvudpersonen Holden Caulfields inre tankar och förehavanden.
Romanen kom att bli en stor framgång och säljs fortfarande i betydande upplagor. Den har kallats för en modern klassiker och generationsroman. Salinger kom aldrig att återupprepa framgången han fick med romanen. Hans övriga böcker fick ofta dålig kritik och han drog sig undan från världen, men fortsatte skriva. Hans sista publicerade verk var novellen Hapworth 16, 1924, publicerad den 19 juni 1965 i sin helhet i The New Yorker. År 1980 gav Salinger sin sista intervju och slutade sedan helt meddela sig med världen. Han avled 2010, 91 år gammal.

## Handling
Historien handlar om 16-årige Holden Caulfields upplevelser under några decemberdagar sedan han blivit relegerad från sin internatskola. Han hamnar i bråk med sin rumskamrat om en flicka och det slutar med att Holden reser i väg en lördagskväll, trots att han egentligen skulle gå i skolan fram till terminsslutet i mitten av påföljande vecka. Holden har nämligen starka känslor för flickan och tanken på henne och rumskompisen kommer att hemsöka honom genom romanen. I stället för att åka hem, tar han in på hotell i New York och driver runt på diverse nattklubbar. Holden träffar många personer i New York, men ingen som han får riktig kontakt med. Han tänker mycket på sin familj, framför allt på sin bortgångne bror Allie. Efter en rad händelser i New Yorks nattliv åker Holden hem för att träffa sin lillasyster Phoebe, en av de få personer som Holden inte anser vara en idiot.
Holden vågar dock inte stanna i hemmet och lämnar därför Phoebe för att i stället övernatta hos en gammal lärare som han ser upp till. Men det blir inte som Holden tänkt sig då han uppfattar att läraren gör närmanden och han lämnar dennes hus mitt i natten, på det mentala sammanbrottets rand, och bestämmer sig för att lämna New York och bryta upp från sin familj. Han vill dock träffa sin syster ännu en gång, och det är först när systern säger att hon vill rymma med honom som han inser det orimliga i sitt eget beteende, inte minst sin inställning till studierna. Hon får honom att ändra sig. Han beger sig hem till föräldrarna, och därefter slutar berättelsen med att Holden befinner sig på ett vilohem efter att ha ådragit sig tuberkulos och ser tillbaka på vad som hänt.

## Boken i populärkultur
- John Lennons mördare Mark David Chapman ägde ett exemplar av Räddaren i nöden och efter mordet stannade han kvar på platsen och läste boken, som han hade med sig vid tillfället, tills polisen anlände och arresterade honom.
- Boken inspirerade Green Days sångare Billie Joe Armstrong till låten Who Wrote Holden Caulfield?, som återfinns på albumet Kerplunk från 1992.
- Tom, en av huvudpersonerna i filmen The Good Girl från 2002, är besatt av Räddaren i nöden och har till och med döpt om sig själv till Holden.
- Den japanska animeserien Ghost in the Shell: Stand Alone Complex (2002–2003) har en rad kopplingar till Räddaren i nöden.
- Boken nämns i låten We Didn't Start the Fire av Billy Joel.
- I en av inledningsscenerna i filmen The Shining läser Wendy Torrance, spelad av Shelley Duvall, boken.
- Boken omnämns i den svenska författaren Gunnel Beckmans ungdomsbok Tillträde till festen (1969).[3]